# Fiorenzuola d'Arda
Fiorenzuola d'Arda is een gemeente in de Italiaanse provincie Piacenza (regio Emilia-Romagna) en telt 13.845 inwoners (31-12-2004). De oppervlakte bedraagt 59,7 km2, de bevolkingsdichtheid is 226 inwoners per km2.
De volgende frazioni maken deel uit van de gemeente: Baselica Duce, San Protaso en Paullo.

## Demografie
Fiorenzuola d'Arda telt ongeveer 5889 huishoudens. Het aantal inwoners steeg in de periode 1991-2001 met 0,2% volgens cijfers uit de tienjaarlijkse volkstellingen van ISTAT.
| Jaar | Inwoneraantal |
| ---- | ------------- |
| 1991 | 13.317        |
| 2001 | 13.339        |

## Geografie
De gemeente ligt op ongeveer 82 m boven zeeniveau.
Fiorenzuola d'Arda grenst aan de volgende gemeenten: Alseno, Besenzone, Cadeo, Carpaneto Piacentino, Castell'Arquato en Cortemaggiore.

## Galerij

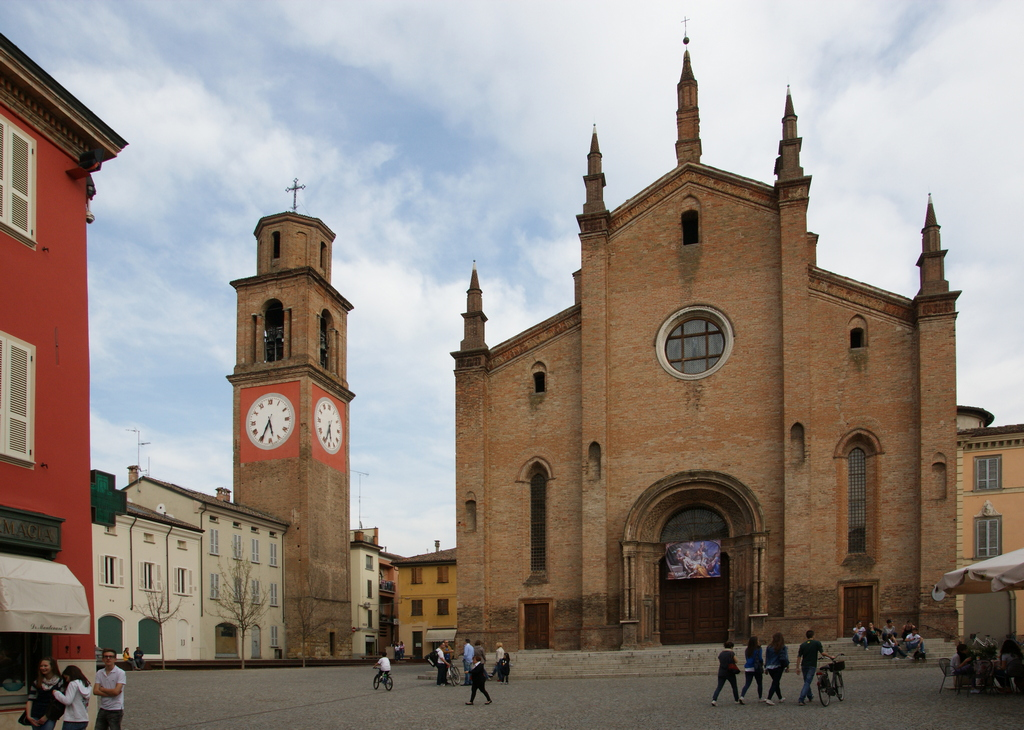
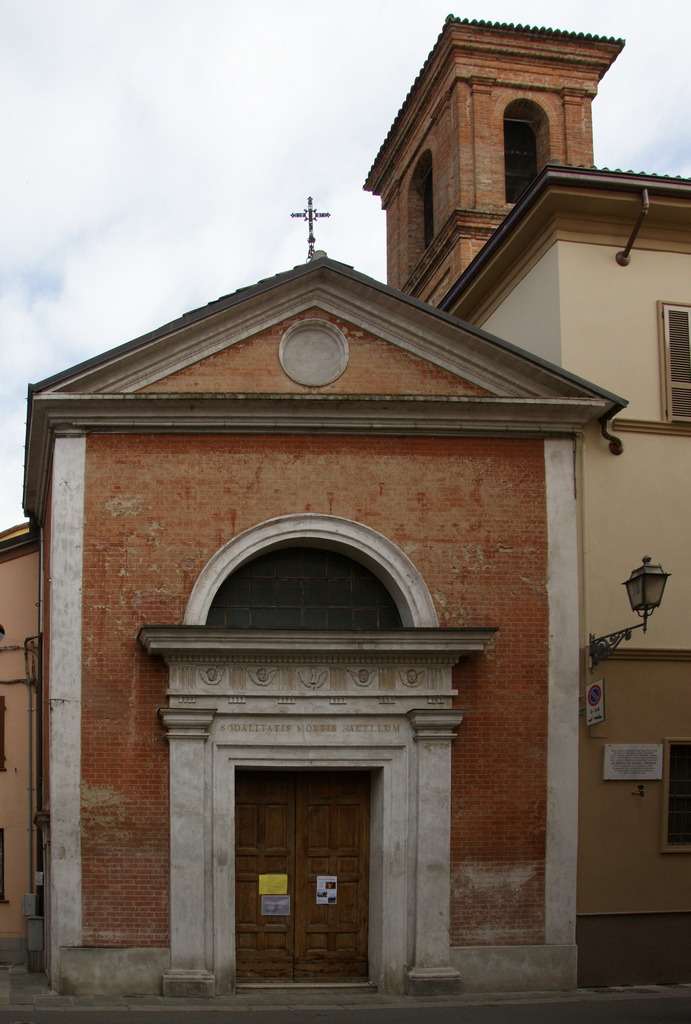
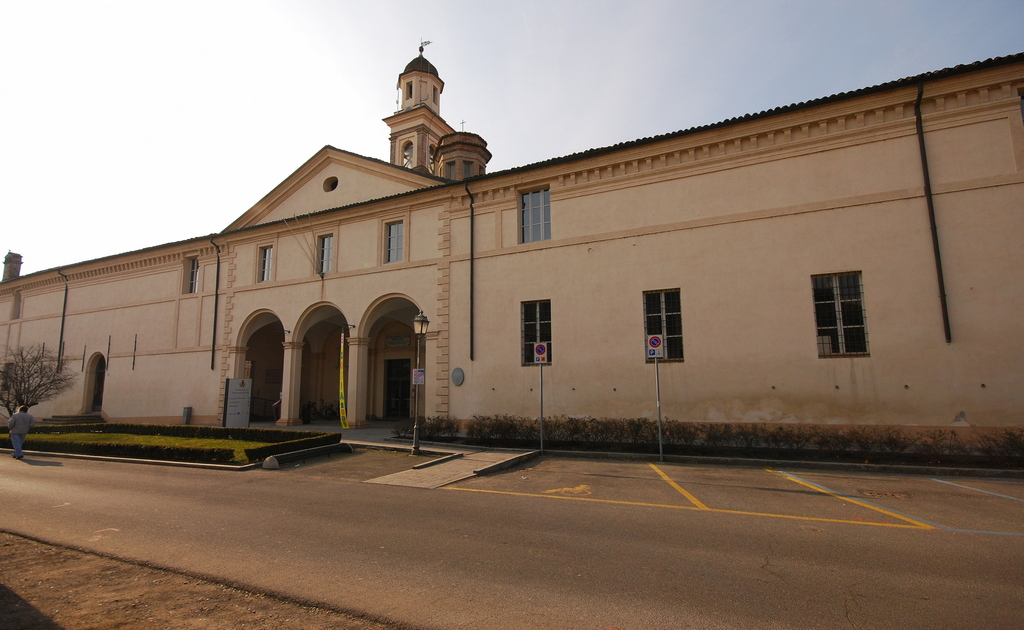
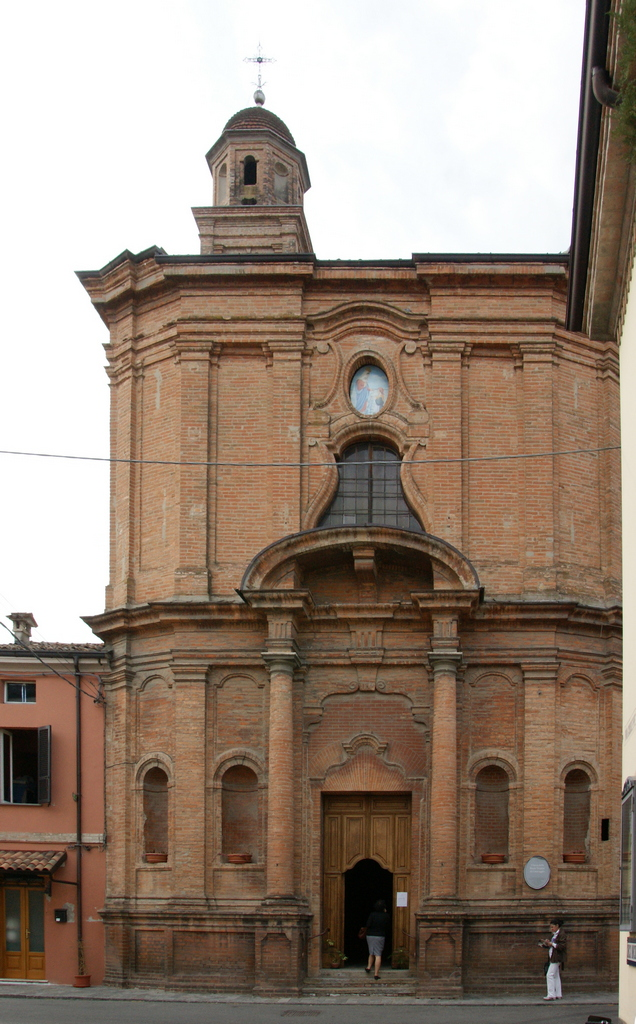
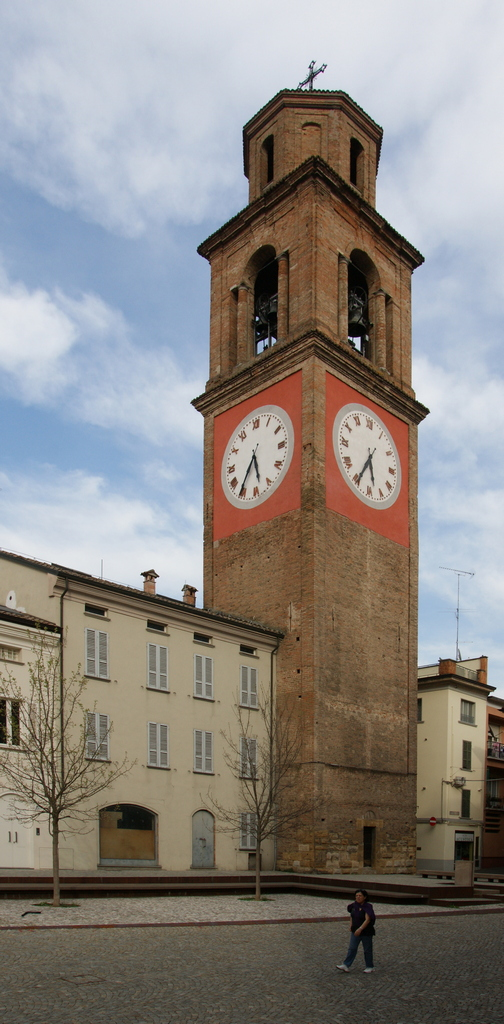
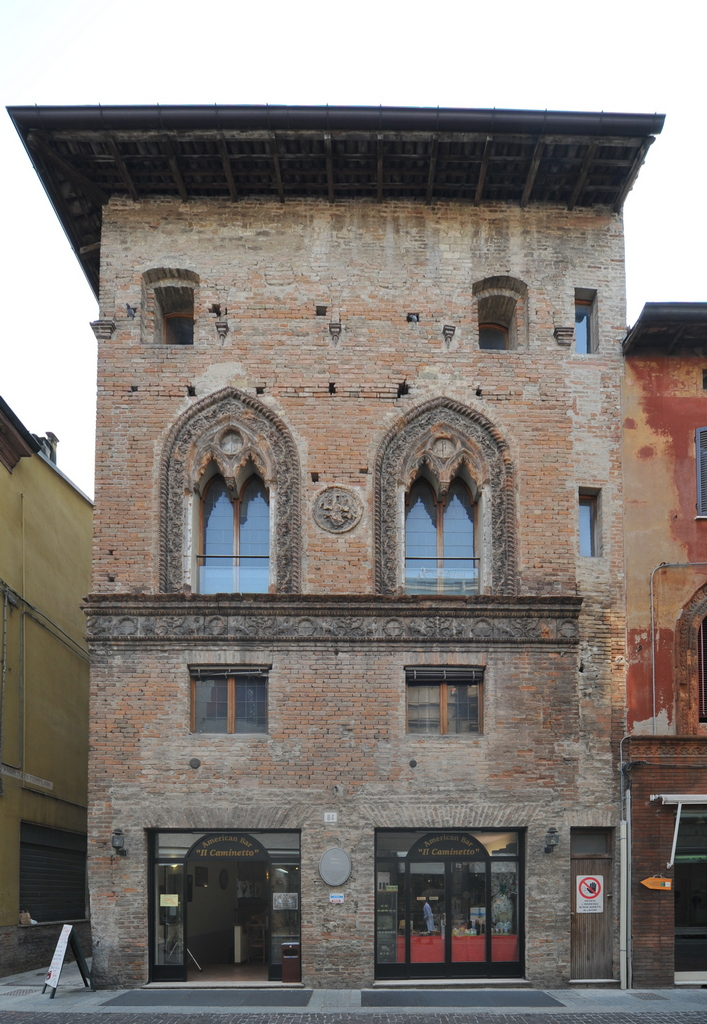
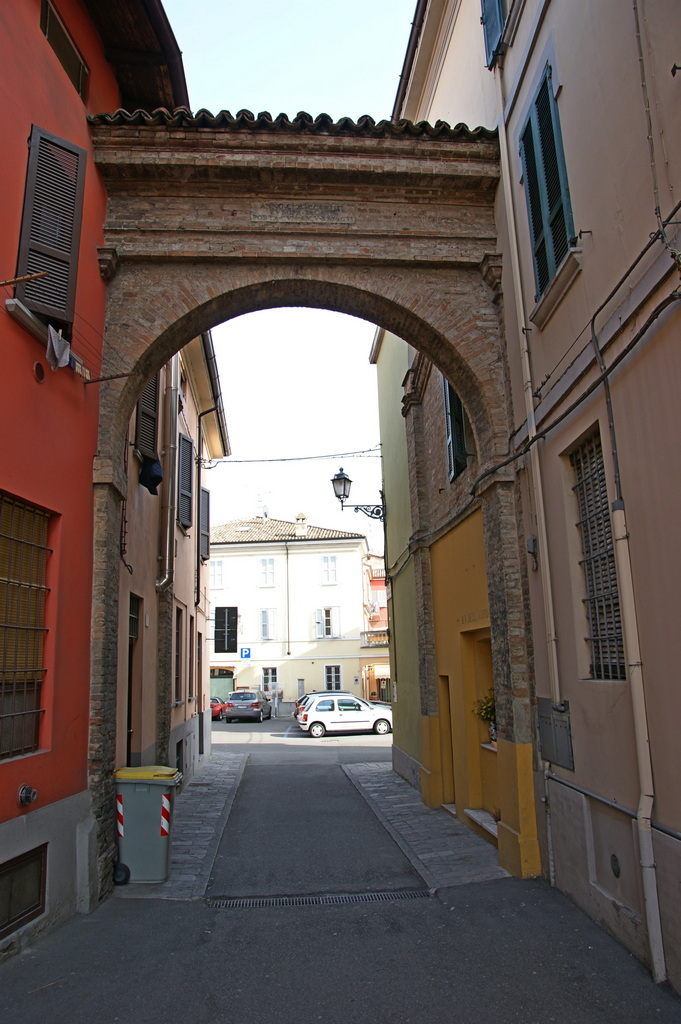